# فولك ك. سكوغ
فولك ك. سكوغ (بالإنجليزية: Folke K. Skoog)‏ (بالسويدية: Folke Skoog)‏ هو منافس ألعاب قوى وعالم نبات أمريكي وسويدي، ولد في 15 يوليو 1908 في هالاند في السويد، وتوفي في 15 فبراير 2001 في ماديسون في الولايات المتحدة.

## وصلات خارجية
- فولك ك. سكوغ على موقع أوليمبيديا (الإنجليزية)
- فولك ك. سكوغ على موقع اللجنة الأولمبية السويدية (السويدية)